# Мухаммад Богра-хан
Мухаммад Богра-хан (д/н — 1056) — 2-й каган Східнокараханідського ханства у 1056—1057 роках. Повне ім'я Кавад ад-Даула Мухаммад ібн Юсуф. Відомий також як Мухаммад II (за загальною нумерацією великих каганів).

## Життєпис
Походив з гасанідської гілки династії Караханідів. Син великого кагана Юсуфа. Можливо ще за життя батька або невдовзі після його смерті 1032 року отримав міста Тараз, Ісфіджаб, Шаш. Також отримав від брата Сулеймана II Арслан-хана титул богра-хана (молодшого правителя).
Брав участь у походах проти Алі-тегіна та його синів. Після смерті стрийка Шихаба ад-Діна Сулеймана отримав його володіння Узген й титул кадир-хана. В наступні роки воював проти Ібрагіма, володаря Західно-Караханідського ханства.
1056 року повалив брата, захопивши владу у Східнокараханідському ханстві. Але помер 1057 року. Йому спадкував син Ібрагім I Богра-хан.